# マリナー5号
マリナー5号（マリナー5ごう、Mariner 5）はアメリカ航空宇宙局（NASA）が打上げた惑星探査機である。マリナー計画の一環であり、金星探査を目的としていた。
マリナー5号は火星探査機マリナー4号のバックアップとして組立てられた。マリナー4号の火星探査が成功したために、金星探査機として転用されることとなった。金星探査機への転用に当たっては、太陽電池パネル縮小・熱遮蔽版取付が行われている。
現地時間の1967年6月14日に打上げられた。金星には10月19日に最接近をしており、高度4,000 kmまで近付いている。マリナー2号よりも金星に接近したことによって、詳細な観測を行えた。ただし、周回軌道へは入らず、フライバイている。
マリナー5号による電波観測は、10月18日に金星へ着地していたベネラ4号観測を支援する形となった。それらの観測により、金星大気は予想よりも高温・高圧であることが判明した。
なお、マリナー5号運用は1967年11月で終了している。